# Adherent
In de topologie, een onderdeel van de wiskunde, heet een rij  in een topologische ruimte adherent aan een gegeven punt in die ruimte als in iedere omgeving van dat punt ten minste een punt van de rij ligt. Er is altijd een element in de rij te vinden dat dicht genoeg bij dat punt ligt. 
De volgende definitie is specifiek voor metrische ruimten:
Een rij {\displaystyle (x_{n})_{n}} in een metrische ruimte {\displaystyle X} heet adherent aan het element {\displaystyle x\in X} als:
{\displaystyle (\forall \varepsilon >0)(\forall m)(\exists n\geq m)(x_{n}\in B(x,\varepsilon ))}
Daarin is {\displaystyle B(x,\varepsilon ))} de bolomgeving om het punt {\displaystyle x} met straal {\displaystyle \varepsilon }.
Deze voorwaarde kan ook geformuleerd worden als:: 
{\displaystyle (\forall \varepsilon >0)(\forall m)(\exists n\geq m)(d(x,x_{n})<\varepsilon )},
waarin {\displaystyle d} de metriek van de ruimte is.
Adherentie is een zwakker begrip dan convergentie; wel zijn er enkele verbanden tussen de twee. Zo zal in een metrische ruimte een rij die adherent is aan {\displaystyle x}, altijd een deelrij hebben die convergeert naar dezelfde {\displaystyle x}. Verder is een convergente rij automatisch adherent aan het punt waarnaar hij convergeert.
Een metrische ruimte is dan en slechts dan compact, als elke rij in die ruimte adherentiepunten binnen dezelfde ruimte heeft.
Adherent punt
Een punt is een adherent punt van een verzameling als elke omgeving van dat punt de verzameling snijdt.